# Harland Williams
Harland Reesor Williams (Toronto, 14 novembre 1962) è un attore, comico e sceneggiatore canadese.

## Biografia
Nato a Toronto dalla scrittrice Lorraine Mary e dal giudice John Reesor Williams, intraprende l'attività di comico attraverso vari sketch durante il Late Night with David Letterman, il Tonight Show with Jay Leno e il Late Night with Conan O'Brien e mediante collaborazioni con HBO e Comedy Central. All'attività di comico alterna parallelamente quella di attore, partecipando a numerosi film tra cui Scemo e più scemo (1994), Tutti pazzi per Mary (1998) e Sorority Boys (2002). Williams ha inoltre sceneggiato la serie Puppy Dog Pals, trasmessa nel 2017 da Disney Junior.

## Filmografia

### Cinema
- Bachelor Party - Addio al celibato (Bachelor Party), regia di Neal Israel (1984)
- Scemo & più scemo (Dumb and Dumber), regia di Peter e Bobby Farrelly (1994)
- Giù le mani dal mio periscopio (Down Periscope), regia di David S. Ward (1996)
- Come ho conquistato Marte (Rocketman), regia di Stuart Gillard (1997)
- Sesso & potere (Wag the Dog), regia di Barry Levinson (1997)
- Tutti pazzi per Mary (There's Something About Mary), regia di Peter e Bobby Farrelly (1998)
- Half Baked, regia di Tamra Davis (1998)
- Superstar, regia di Bruce McCulloch (1999)
- FBI: Protezione testimoni (The Whole Nine Yards), regia di Jonathan Lynn (2000)
- Freddy Got Fingered, regia di Tom Green (2001)
- Sorority Boys, regia di Wallace Wolodarsky (2002)
- I segreti per farla innamorare (Lucky 13), regia di Chris Hall (2005)
- Il mio amico a quattro zampe (Because of Winn-Dixie), regia di Wayne Wang (2005)
- Impiegato del mese (Employee of the Month), regia di Greg Coolidge (2006)
- Surf School, regia di Joel Silverman (2006)
- Le mie grosse grasse vacanze greche (My Life in Ruins), regia di Donald Petrie (2009)
- Supercuccioli - Un'avventura da paura! (Spooky Buddies), regia di Robert Vince (2011)

### Televisione
- Hazzard - I Duke alla riscossa (The Dukes of Hazzard: The Beginning), regia di Robert Berlinger (2007)

### Doppiatore
- Santa Claus va in pensione (The Santa Claus Brothers), regia di Mike Fallows (2001)
- Robots, regia di Chris Wedge (2005)
- I Robinson - Una famiglia spaziale (Meet The Robinsons), regia di Stephen J. Anderson (2007)
- Madagascar 2 (Madagascar: Escape 2 Africa), regia di Eric Darnell e Tom McGrath (2008)
- Sausage Party - Vita segreta di una salsiccia (Sausage Party), regia di Greg Tiernan e Conrad Vernon (2016)
- La famiglia Addams (The Addams Family), regia di Greg Tiernan e Conrad Vernon (2019)
- Tappo - Cucciolo in un mare di guai (Trouble), regia di Kevin Johnson (2019)

## Doppiatori italiani
Nelle versioni in italiano delle opere in cui ha recitato, Harland Williams è stato doppiato da:
- Sergio Lucchetti ne Le mie grosse grasse vacanze greche, I segreti per farla innamorare
- Davide Lepore in Scemo & più scemo
- Gabriele Trentalance in Tutti pazzi per Mary
- Francesco Meoni in Half Haked
- Gianluca Tusco in Superstar
- Simone D'Andrea in Sorority Boys
- Roberto Stocchi ne Il mio amico a quattro zampe
- Nicola Marcucci in Surf School
- Saverio Indrio in Supercuccioli - Un'avventura da paura!
- Antonio Palumbo in Hazzard - I Duke alla riscossa

Da doppiatore è sostituito da:
- Cesare Rasini in Santa Claus va in pensione
- Massimo Bitossi in Robots
- Nanni Baldini ne I Robinson - Una famiglia spaziale